# Domicjan Mieczkowski

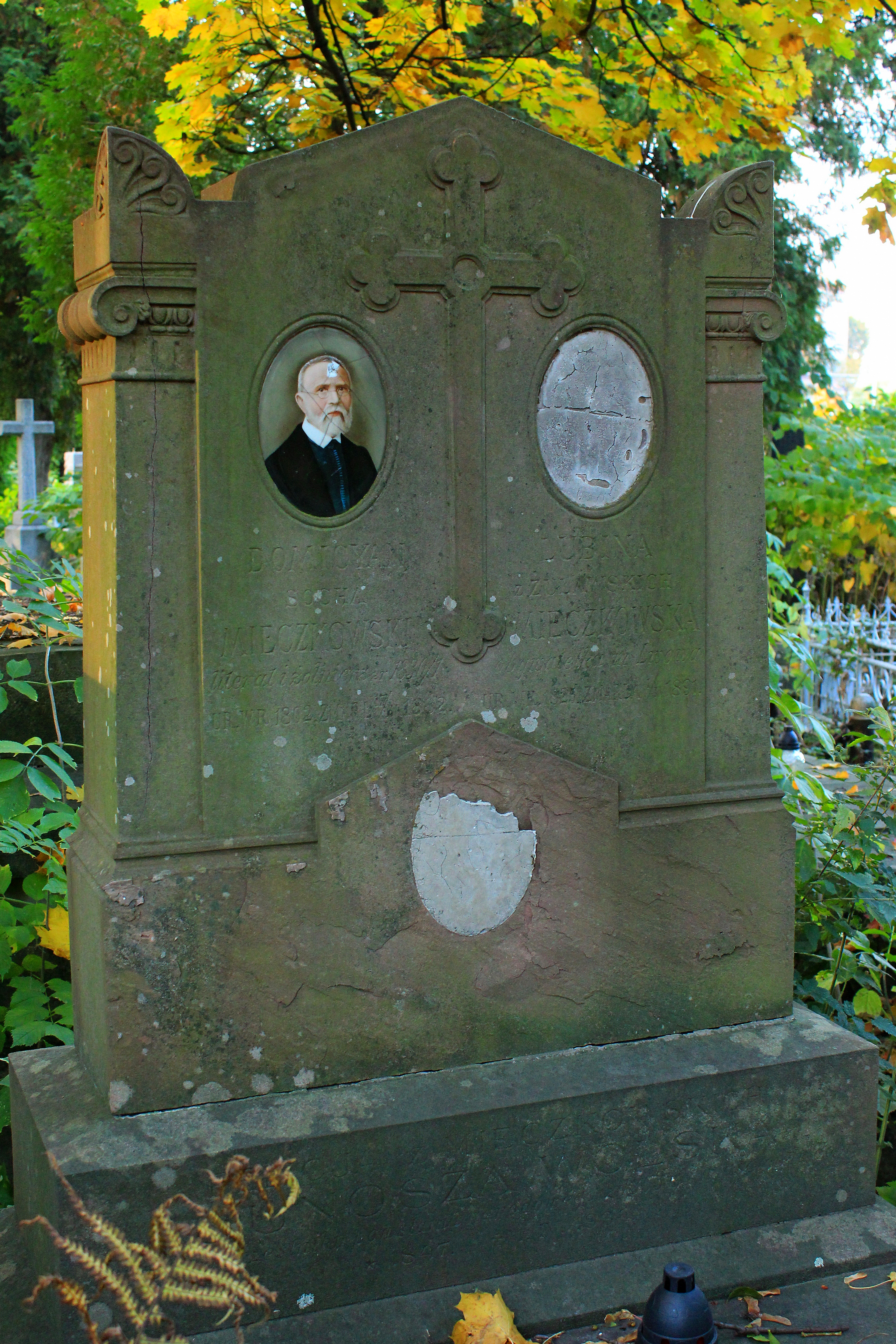
Grób Domicjana Mieczkowskiego

Domicjan Mieczkowski, Domicyan Socha-Mieczkowski (ur. 1803, zm. 1882 we Lwowie) – literat, pisarz historyczno-religijny, pracownik lwowskiego Ossolineum, powstaniec listopadowy i styczniowy.
Pochodził ze starej mazowieckiej rodziny szlacheckiej herbu Zagroba, gałęzi osiadłej za panowania Stanisława Augusta Poniatowskiego w Małopolsce (Kazimierz Mieczkowski starosta rabsztyńsko-zawskrzyński). Mąż Ludmiły z Żóławskich Socha-Mieczkowskiej, ojciec znanego lwowskiego fotografa, którego zakład mieścił się przy ulicy Pańskiej L5 we Lwowie Piotra Mieczkowskiego oraz Felicji z Mieczkowskich Junosza-Wolskiej, małżonki właściciela dóbr.
Pozostawił  po sobie bogaty zbiór książek, literatury, zapisków.
Pochowany w grobowcu rodzinnym na cmentarzu Łyczakowskim we Lwowie.

## Książki (m.in.)
- Dzieje ludu izraelskiego pod sterem naczelników z rodziny Asmonejskiej, Lwów 1860,
- Ostatnia wojna Judejczyków z Rzymianami i zburzenie Jerozolimy przez Titusa wodza, później Cesarza rzymskiego, Kraków druk Czasu, 1861[1]
- Obrazy historyczne z czasów Stanisława Leszczyńskiego z odcieniami obyczaju i charakteru ludzi, Kraków "Czas", 1861[2]
- Zmiana polityki cara Piotra w układach dotyczących się Polski : pobyt cara w Paryżu : obraz historyczny, Kraków "Czas", 1861
- Opis życia i cudów św. Jana Kantego, nauczyciela Akademii Krakowskiej patrona polskiego podany rodakom w stuletnią rocznicę kanonizacyjną z przydaniem szczegółów dotyczących się przewodu tej kanonizacyi, oraz pierwszego jej obchodu w Rzymie i Krakowie, Kraków 1867
- Wspomnienia krzemienieckie